# Angel Halo
Angel Halo es un videojuego eroge desarrollado por Active, para las plataformas NEC PC-9801, FM Towns, Macintosh, y Windows.

## Historia
Kusanabe Makoto es un estudiante común en la ciudad de Kyoto en diciembre de 1999, hasta que un día llegan unas estudiantes de Alemania como intercambios, una es Sofia (la ángel) y la otra es Lilith (una demonio), ambas tratarán de persuadir a Makoto para que se una su bando, ya que resulta que él es la reencarnación del mal y destruirá el mundo al final del milenio.

## Personajes
Makoto Kusanabe (日下部真 Kusanabe Makoto?)
El protagonista del juego, resulta que es la reencarnación del mal.
Sofia Harlandwolf (ソフィア・ハーランドウルフ Sofia Hárandourufu?)
Una ángel de cabello rubio, tratará de convencer a Makoto para que evite la destrucción del mundo.
Lilith Irido (リリス・イリード Ririsu Irído?)
Una demonio de cabello púrpura y ojos rojos. Persuadirá a Makoto para que se una al bando del mal.
Shinichi ¿Mikami? (三上慎一 Mikami Shinichi?)
El mejor amigo de Makoto.
Marimo Tokiwa (常盤まりも Tokiwa Marimo?)
La mejor amiga de Makoto.
Luida Guttenhaim (ルイーダ・グッテンハイム Ruidá Guttenhaimu?)
Maestra de alemán de la escuela, ella es una ángel de alas negras.